# Incêndio no alojamento do Flamengo
O incêndio no alojamento das categorias de base do Flamengo, clube poliesportivo brasileiro, foi um acontecimento  que resultou na morte de 10 pessoas e deixou 3 feridos. Ocorreu nas primeiras horas do dia 8 de fevereiro de 2019, no Centro de Treinamento George Helal, também conhecido como "Ninho do Urubu", no bairro carioca de Vargem Grande, na Zona Oeste da cidade do Rio de Janeiro.

## Incêndio
O incêndio iniciou-se por volta das 5h da madrugada da sexta-feira, 8 de fevereiro de 2019, no centro de treinamento do Flamengo, no bairro carioca de Vargem Grande. De acordo com informações do Corpo de Bombeiros do Rio de Janeiro, a central recebeu comunicação do incêndio por volta das 5h30min, quando as primeiras viaturas foram direcionadas ao local da tragédia.
Logo no início da sexta-feira, 8 de fevereiro, horas após o incêndio, o governador do Estado do Rio de Janeiro, Wilson Witzel decretou luto oficial de três dias no estado em virtude da tragédia.

## Vítimas

### Sobreviventes
Apesar de inestimada a quantidade de presentes durante o incêndio, foram resgatados três atletas da base do Flamengo, sendo eles:
- Cauan Emanuel Gomes Nunes, 14 anos, cearense, jogava futsal e passou pelo Santa Cruz. Estava no Flamengo desde 2018.[10] Seu estado de saúde é considerado estável.[11]
- Francisco Dyogo Bento Alves, 15 anos, cearense, e se encontra no clube carioca desde 2018. Seu estado de saúde é considerado estável.[11]
- Jhonatan Cruz Ventura, 15 anos, capixaba e atuava como zagueiro no clube. Dentre os sobreviventes, é a vítima mais grave com cerca de 35% do corpo queimado.[12]

### Mortes
Durante a remoção dos primeiros corpos, acreditou-se na possibilidade de funcionários do local estarem entre as vítimas. No entanto, na tarde de 8 de fevereiro, a polícia, com auxilio do Flamengo, informou que havia identificado todos os corpos e, em seguida, divulgou a lista com o nome das vítimas fatais. Dentre os mortos, estão:
- Athila Souza Paixão, 14 anos, natural de Lagarto, Sergipe.[13]
- Arthur Vinícius de Barros Silva Freitas, 15 anos, natural de Volta Redonda, Rio de Janeiro.[14]
- Bernardo Pisetta, 14 anos, natural de Indaial,  Santa Catarina.[15]
- Christian Esmério, 15 anos, natural de Madureira, Rio de Janeiro.[16]
- Gedson Santos, 14 anos, natural de Itararé, São Paulo.[10]
- Jorge Eduardo Santos, 15 anos, natural de Além Paraíba, Minas Gerais.[17]
- Pablo Henrique da Silva, 14 anos, natural de Oliveira, Minas Gerais.[18]
- Rykelmo de Souza Viana, 17 anos, Limeira, interior de São Paulo.[19]
- Samuel Thomas Rosa, 15 anos, natural de São João de Meriti, Rio de Janeiro.[20]
- Vitor Isaías, 15 anos, natural de Florianópolis, Santa Catarina.[15]

## Investigação
Durante as perícias iniciais, os investigadores levantaram a possibilidade de um curto-circuito no ar condicionado de um dos quartos do Centro de Treinamento ter provocado o incêndio que ceifou a vida de dez jovens. No entanto, a hipótese será melhor identificada.
Segundo a Prefeitura do Rio de Janeiro, a área onde ficava o alojamento estava previsto que seria transformada em um estacionamento. A Prefeitura apontou que a documentação do Centro de Treinamento informava a existência de um estacionamento no local onde os dormitórios foram construídos, portanto, não havia um alvará para esses quartos nessa região.
O time alegou que com a construção do novo e moderno módulo profissional, os garotos do Ninho estavam de férias e se mudariam uma semana depois para a estrutura que abrigou o time profissional nas temporadas anteriores. Os meninos que ali estavam, haviam retornado antes dos demais para participarem de um jogo comemorativo no Maracanã.
O Ministério Público indiciou oito pessoas, incluindo o então presidente do Flamengo, Eduardo Bandeira de Mello, por "incêndio culposo". O clube havia sido alertado meses antes de falhas graves na instalação elétrica; a Defensoria Pública afirmou se trata de "prova inconteste da responsabilidade do clube".

## Repercussão
A tragédia no Rio de Janeiro repercutiu em inúmeros veículos de comunicação nacionais e internacionais, incluindo a BBC, CNN, El País, Clarin. Mesmo sob protestos e revoltas dos fãs nas redes sociais, a Riot Games, organizadora do Campeonato Brasileiro de League of Legends (CBLoL), manteve a rodada da semana 5 com os jogos do Flamengo para o sábado.
Além do Presidente da República Jair Bolsonaro, artistas e ex-jogadores como Zico, Júnior, Pelé, Lionel Messi e Cristiano Ronaldo expuseram pesar pelo ocorrido nas redes sociais. Vários clubes brasileiros, incluindo os rivais Botafogo, Vasco e Fluminense, publicaram uma mensagem de solidariedade. O Fluminense, chegou a cancelar o treino de sexta-feira devido à tragédia. O clássico Fla-Flu que seria disputado no sábado, 9 de fevereiro, pelas semifinais da Taça Guanabara no Campeonato Carioca de Futebol de 2019, foi adiado.
Depois do acontecido, o Flamengo adotou a faixa de luto em seu uniforme durante todo o ano de 2019. Além disso, a torcida criou uma música para homenagear os jovens atletas falecidos.